# Hermen Hulst
Hermen Hulst (10 marzo 1971) è un dirigente d'azienda olandese.
Attualmente è il CEO dei PlayStation Studios.

## Biografia
Nel 1994, durante i suoi studi universitari, partecipa a uno stage nel settore marketing della Ubisoft. Dopo aver conseguito il Master in ingegneria e gestione industriale presso l'Università di Amsterdam, Hulst inizia la sua carriera presso la Philips Electronics occupandosi del marketing strategico. Successivamente entra nella Andersen Consulting come consulente gestionale.
Il 1º gennaio 2000 nacque Lost Boys Games tramite fusione di tre compagnie olandesi, Orange Games, Digital Infinity e Formula Game Development. L'anno successivo Hulst entrò a far parte della nuova compagnia sostituendo Martin de Ronde, uno dei fondatori dello studio, nel ruolo di managing director. Sempre nel 2001 iniziò la collaborazione con Sony Interactive Entertainment (all'epoca Sony Computer Entertainment). A inizio anno, infatti, venne firmato un contratto di preproduzione per lo sviluppo di un gioco sparatutto chiamato Marines che sarà in seguito rinominato Killzone.
Nel 2003, Lost Boys Games fu venduta a Media Republic e nel luglio dello stesso anno fu rinominata Guerilla Games. Nel 2005 Sony annuncia l'acquisizione di Guerilla Games.
Nel 2019, con l'abbandono di Sony da parte di Shawn Layden, Hulst diventa il nuovo capo di SIE Worldwide Studios (rinominato PlayStation Studios nel 2020).
Nel 2024 continua a ricoprire il ruolo di responsabile dei PlayStation Studios ma assumendo l'incarico di co-CEO di SIE, assieme a Hideaki Nishino.
Il 1° giugno 2025 lascia l'incarico di co-CEO mantenendo la guida degli Studios.